# Туризм в Парагвае

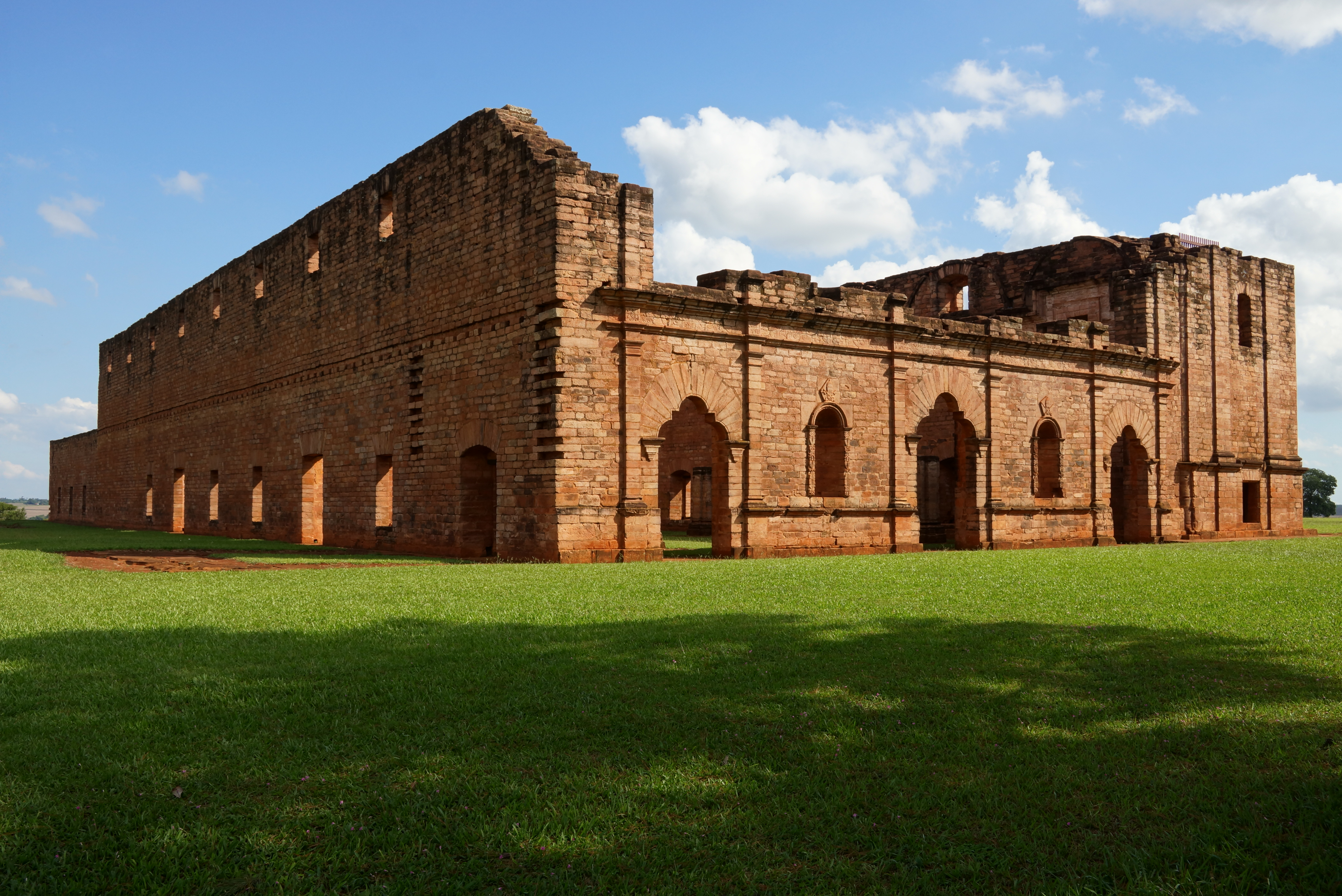
Руины миссии иезуитов Хесус-де-Таварангуэ

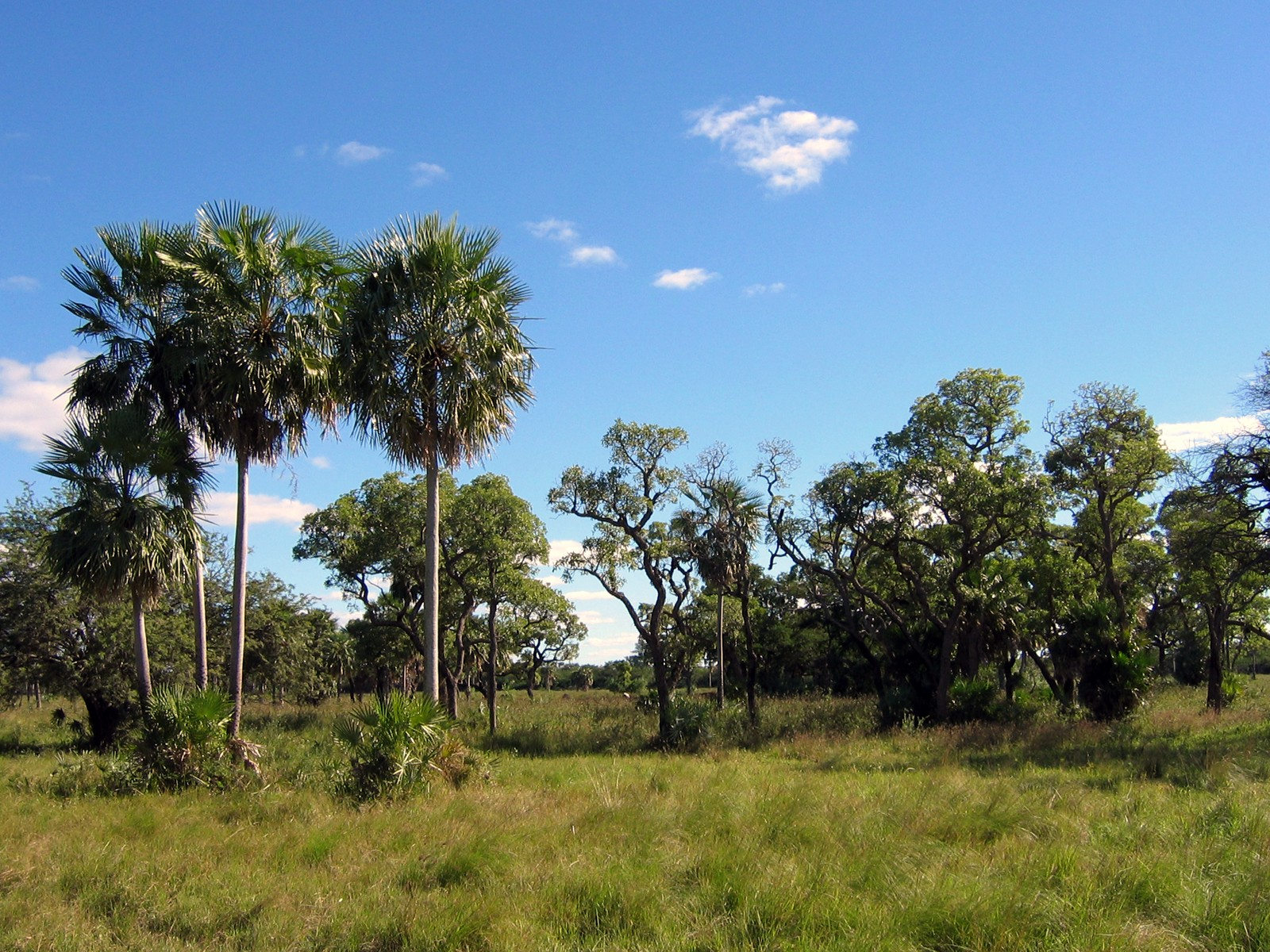
Полупустыня Гран-Чако

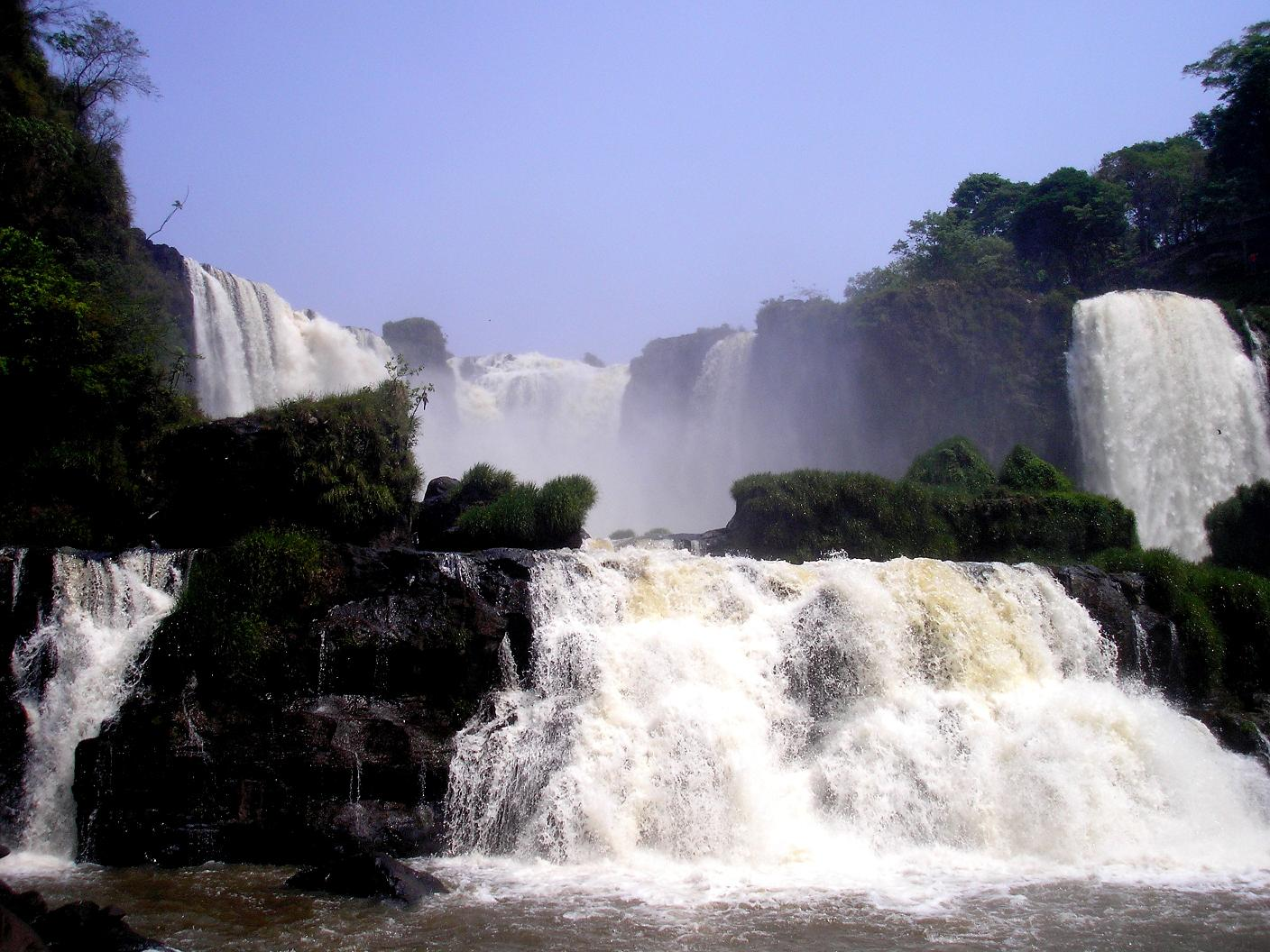
Водопад Сальтос-дель-Мондай

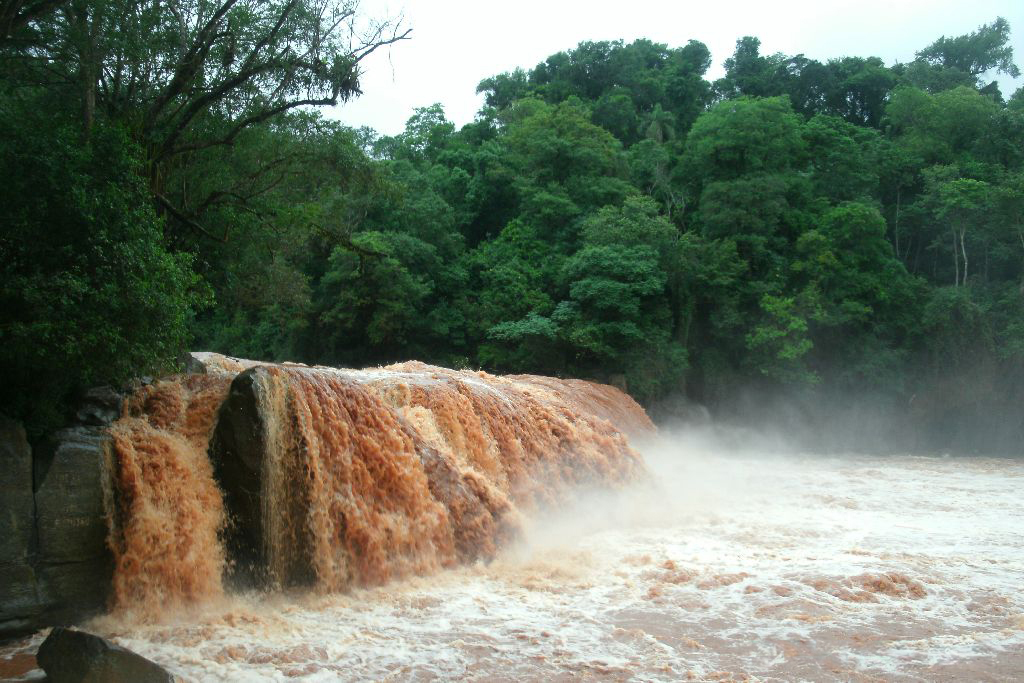
Водопад Тембей

Туризм в Парагвае является одной из развитых отраслей экономики, по данным на 2010 год, в туристической отрасли занято 9500 человек. В последние годы наблюдается рост притока иностранных туристов. Так, в 2011 году страну посетило 520 926 иностранных туристов по сравнению с 465 264 в предыдущем году, прирост составил 12 %. Несмотря на это, Парагвай остаётся одной из наименее посещаемых туристами стран Южной Америки. По данным Всемирной туристской организации, в период 2013—2014 годов страну посетили 610 тысяч иностранных туристов, по этому показателю Парагвай обогнал только Суринам и Гайану.
Иностранных туристов в Парагвае привлекают традиции и обычаи местного населения, сохраняемые в сельской местности, природные ресурсы, а также объекты всемирного наследия. Одним из наиболее популярных мест для туристов из Бразилии, Германии и Аргентины является город Черрито, расположенный в 120 километрах от города Пилар, известный как центр спортивного рыболовства.

## Достопримечательности Парагвая

### Природные
В стране имеется множество мест для приключенческого туризма. Некоторые из них располагают инфраструктурой, позволяющей заниматься экстремальными видами спорта: зиплайн, скалолазание, походы по девственным лесам, горный туризм, рафтинг, конные туры и другие. Практикуется научно-образовательный туризм, включающий наблюдение за местной фауной и флорой. В Парагвае также имеется ряд национальных парков и других охраняемых природных территорий.

### Спортивное рыболовство
В Парагвае имеется ряд рек, наиболее крупные из которых — Парана, река Тебикуари и Парагвай. Реки отличаются большим разнообразием ихтиофауны. Наибольшую ценность для рыболовов представляет сурурби — один из видов семейства плоскоголовых сомов, отдельные экземпляры
которых достигают веса 50 килограммов (зафиксированы случаи поимки экземпляров весом в 100 кг и 2 метров в длину). Популярностью пользуется также дорадо.
Один из крупнейших центров рыболовства — город Вилла Флорида у реки Тебикуари, также славящийся своими пляжами. В этом городе популярна спортивная рыбалка и местное рыбное меню, включающее, например, парагвайский рыбный суп пира кальдо. В Вилла Флорида проводятся соревнования рыболовов-любителей, которые проходят под контролем специальных сотрудников, контролирующих надлежащее исполнение законодательства, а также фиксирующих размер и вес выловленных рыб.
Поскольку некоторые виды рыб в Парагвае находятся под угрозой исчезновения, спортивное рыболовство находится под контролем, в течение нескольких месяцев в году рыбалка запрещена.